# Didi e o Segredo dos Anjos
Didi e o Segredo dos Anjos é um telefilme brasileiro lançado em 2014 como especial de fim de ano da Rede Globo. Tem a direção de João Daniel Tikhomiroff, rorterizado por Marcelo Saback.
Contou com as participações de Renato Aragão, Anitta, Jayme Matarazzo, Mel Maia, JP Rufino, Fernanda Vasconcellos, Dedé Santana, Lima Duarte, Katiuscia Canoro e Ernani Moraes nos papéis principais.
O telefilme estreou em 21 de Dezembro de 2014 exatamente no dia do início do verão.

## Sinopse
O andarilho Didi (Renato Aragão) é o ajudante de um orquestra para crianças carentes chamado "Som na Lata", dirigido por Miguel (Jayme Matarazzo) e Clarinha (Fernanda Vasconcellos. Precisando de ajuda financeira para conseguir novos instrumentos e assim participar de um famoso concurso, o grupo recebe a ajuda do misterioso empresário Nicolau (Ernani Moraes) e sua esposa atrapalhada Dolores (Katiuscia Canoro), e Nicolau acaba se interessando pelo medalhão de Miguel. Enquanto isso, Didi dá abrigo a pequena e esperta Tita (Mel Maia), que é na verdade o seu anjo da guarda. O trapalhão ainda recebe a visita da Deusa Sólaris (Anitta) e esta diz que Didi terá a missão de manter aberto um portão que faz ligação entre os moradores terrenos e os anjos e cujo objeto principal de abertura é o medalhão de Miguel. Para proteger o objeto do malvado Nicolau e ajudar os anjos, Didi, junto com Miguel, contará cpm a ajuda de Tita, Clarinha, Dolores da Deusa Sólaris e do rabugento mexicano Gonzales (Dedé Santana, além do divertido Sábio (Lima Duarte), o único que conhece todos os segredos sobre os anjos, mas sempre se esquece das coisas.

## Elenco
| Ator/Atriz            | Personagem                                                   |
| --------------------- | ------------------------------------------------------------ |
| Renato Aragão         | Didi Mocó                                                    |
| Anitta                | Deusa Soláris                                                |
| Jayme Matarazzo       | Miguel                                                       |
| Mel Maia              | Anjo da Guarda Tita                                          |
| Lima Duarte           | Sábio                                                        |
| Ernani Moraes         | Nicolau                                                      |
| Katiuscia Canoro      | Dolores                                                      |
| Fernanda Vasconcellos | Clarinha                                                     |
| JP Rufino             | Pedro                                                        |
| Dedé Santana          | Gonzales                                                     |
| Helio de la Peña      | Narrador / Hernanio (Apresentador do Concurso de Orquestras) |
| Marina de Barros      | Maria                                                        |
| Miguel Nader          | Capanga de Nicolau                                           |
| Juliana Guimarães     | Empregada de Nicolau                                         |
| Zoé                   | Papagaio Galego (voz)                                        |

## Classificação Indicativa
O filme começou com a classificação de "Não Recomendado para menores de 10 anos", por conter cenas de luta. Uma semana depois, a classificação foi de "Livre para todos os públicos", por conter cenas mais leves.

## Audiência
Didi e o Segredo dos Anjos marca boa audiência, 11 pontos de média.

## Música
A música A Festa é Nossa é cantada por Anitta no final do filme. A música vazou no YouTube em 8 de dezembro de 2014, 13 dias antes da exibição original do telefilme. Foi composta pela própria cantora.